# Kaltenberg (Verwallgroep)

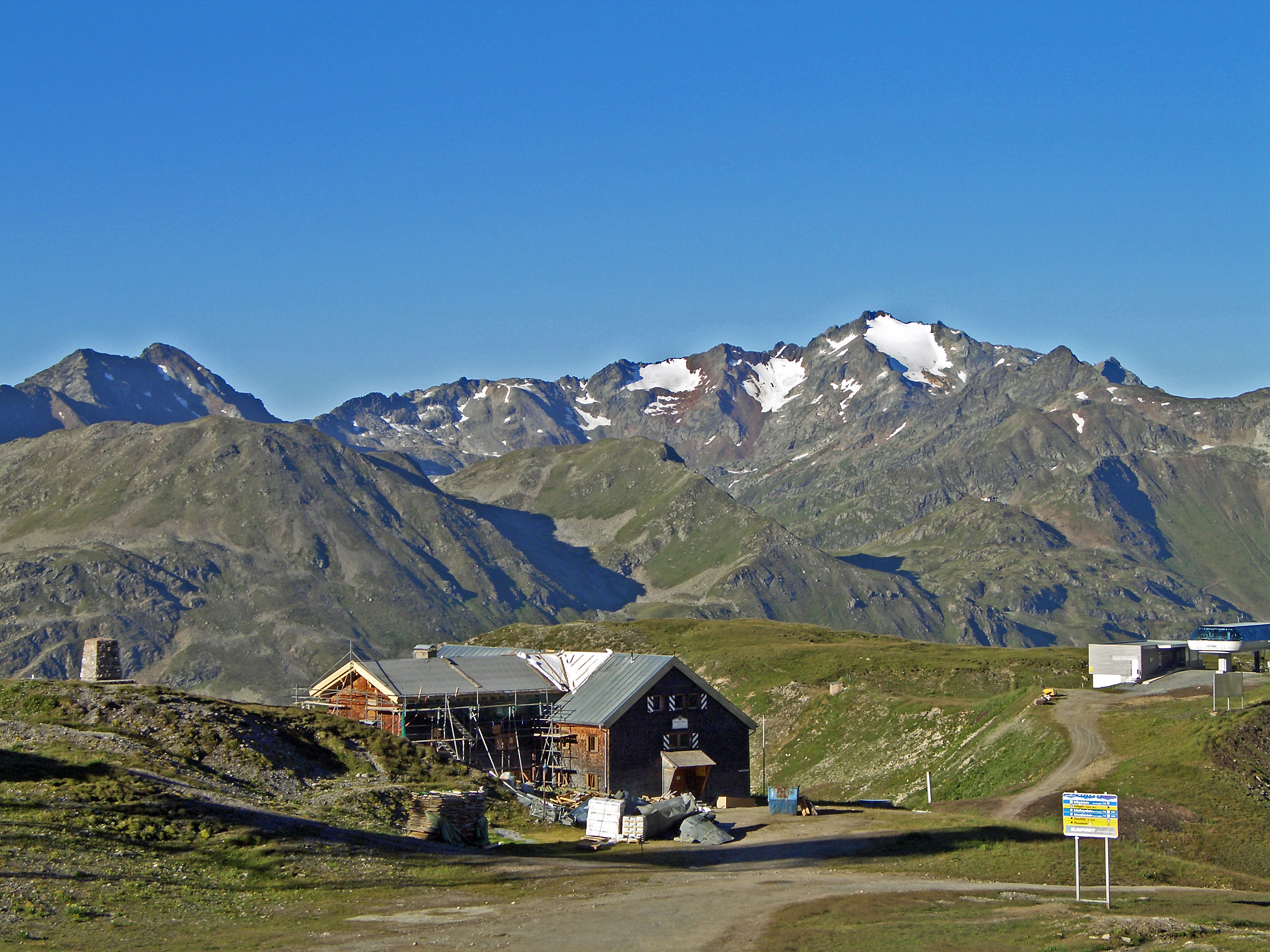
De Kaltenberg vanaf de Ulmer Hütte

De Kaltenberg is een 2896 meter hoge berg in de Verwallgroep op de grens tussen de Oostenrijkse deelstaten Tirol en Vorarlberg.
De Kaltenberg ligt ten zuidwesten van de Arlberg in het westelijke deel van de Verwallgroep. Ten zuiden van de Kaltenberg ligt de iets hogere Pflunspitze (2912 meter). Ten noorden van de Kaltenberg ligt de Krachelspitze (2686 meter). Op de noordwestelijke flank van de berg liggen de Kaltenberggletsjer en een bergmeertje, de Kaltenbergsee.
De top van de berg is het beste te bereiken vanaf de Kaltenberghütte (2089 meter), die bereikbaar is vanuit Stuben, Langen en Sankt Christoph am Arlberg. Vanaf deze hut voert de route over de Kaltenberggletsjer of over de noordelijke graat (UIAA-moeilijkheidsgraad I). Daarnaast zijn beklimmingen vanaf de Reutlinger Hütte (2398 meter) over de zuidwestelijke graat (UIAA-II) en de Konstanzer Hütte (1708 meter) over de zuidoostelijke graat (UIAA-II) mogelijk. In de winter wordt op de flanken van de Kaltenberg veelvuldig geskied.